# Catedral de San Agustín (Talca)
La Catedral de San Agustín es una iglesia catedralicia de culto católico ubicada frente a la Plaza de Armas de Talca. Es la sede del obispo de la Diócesis de Talca.

## Historia

### Antecedentes
Desde el Chile colonial, el territorio donde actualmente se ubica Talca contó siempre con una importante presencia religiosa, esto como consecuencia de la intención de los españoles para promover la religión por América. Con los acercamientos de los españoles hacia el Maule, y el establecimiento de sus primeros asentamientos, las distintas congregaciones religiosas no se hicieron esperar, ubicando también conventos.
La primera congregación establecer un convento en el lugar serían los Agustinos, en un sitio donado por una familia de españoles apostados en el sector. Los Agustinos tendrían una fuerte influencia en el sector, y serían ellos quienes promoverían al gobernador Tomás Marín de Poveda para establecer una Villa formal en el sector, como respuesta a las sublevaciones indígenas de 1655, que acumularon gente en el punto de encuentro entre el río Claro y los esteros Piduco y Baeza. Dicha solicitud se materializaría en la fundación de la Villa San Agustín, en un terreno denominado Los Perales, donado justamente por los Agustinos en 1742.
El primer antecedente directo de la Catedral fue la capilla parroquial. Una construcción de adobe erigida por el sacerdote Antonio de Molina y Cabellos entre 1744 y 1746 en el costado norponiente de la Plaza de Armas. En este lugar realizaba misas y otros encuentros religiosos, mientras que el cura residía a un costado de este, pues toda la manzana poniente frente a la Plaza le pertenecía a la congregación.
Con el tiempo, las antiguas viviendas que colindaban con la Plaza de Armas comenzaron a convertirse en edificios públicos, con construcciones más grandes, resistentes y estéticamente más bellas. Esto motivaría a José Ignacio Cienfuegos para promover la construcción de una nueva iglesia para la comuna, en vista de dichas nuevas condiciones que se estaban conformando en la ciudad. Hacia finales del siglo XVIII, y bajo una incansable iniciativa, Cienfuegos personalmente se encargaría de obtener un diseño por parte del arquitecto Joaquín Toesca, quien estaba encargado de rediseñar todos los edificios públicos de Talca, a su vez que buscaba el dinero necesario para la construcción. Posteriormente sería él mismo quien gestionaría la construcción de la iglesia. Para sus decoraciones interiores se destacan los aportes de Joaquín Gaete y Nicolás de la Cruz, el primero pintando él mismo los altares de la iglesia y otros detalles, y el segundo donando unos santos realizados en Europa, para la decoración y adoración del templo. Esta iglesia fue consagrada en 1805, pero no duró mucho tiempo, puesto que sufrió graves daños y fue demolida como consecuencia del terremoto de 1835.
Como respuesta a esta situación, el sacerdote de la iglesia, Miguel Prado, comenzaría a realizar las gestiones correspondientes para la construcción de una nueva iglesia catedral. Sus esfuerzos verían frutos en 1842, cuando se comenzarían los trabajos para el nuevo templo, obra del arquitecto Ramón Minondo. Durante la construcción, las oficinas parroquiales y la función de catedral fue trasladada al templo de Santo Domingo, ubicado a dos cuadras de la Plaza de Armas.
La construcción de la nueva catedral tardó más de veinte años. Los registros muestran que se habría abierto a finales de la década de 1850 o inicios de la década de 1860. Sin embargo, en la madrugada del jueves 5 de junio de 1862, una fuerte tormenta derrumbó la claraboya, cúpula y parte del techo de la iglesia. Como consecuencia de este derrumbe, quedaron expuestas más falencias en la construcción de esta, como que la madera utilizada que se encontraba carcomida por las inclemencias climáticas y la existencia de una inclinación significativa de la torre norte, sugiriendo su demolición. Sin embargo, se desconoce si esta se habrá efectuado.
El templo reconstruido sería consagrado en 1865 por el obispo Rafael Valdivieso. Este templo es uno de los más recordados debido a sus dimensiones y belleza arquitectónica. El periodista Recaredo Santos Tornero, para su libro Chile Ilustrado publicado en 1872, le dedicó una pequeña sección a la iglesia:

Costruido de cal i ladrillo i a todo costo, consta de tres espaciosas naves que ocupan poco mas de media cuadra. Sobre sus puertas laterales se alzan dos soberbias torres que armonizan con su frente majestuoso, que aunque todavia sin concluir, demuestra ya claramente lo que será una vez terminado. Su interior es notable por la magnífica disposicion de sus naves; la del centro, mas elevada que las laterales, comunica la luz al interior por medio de numerosas ventanas. En medio de la nave central hai una especie de plazoleta cuyo techo es formado por una majestuosa cúpula que no cede en elevacion a las torres mismas. Adornan los altares, las paredes i el techo, magníficos cuadros que representan los pasajes mas importantes de la historia Sagrada. Hácia el fondo de la nave central se encuentra la capilla del Sagrario y la del Bautisterio, notables por su esquisito trabajo.

(Texto escrito con la ortografía de Bello)
Recaredo Santos Tornero

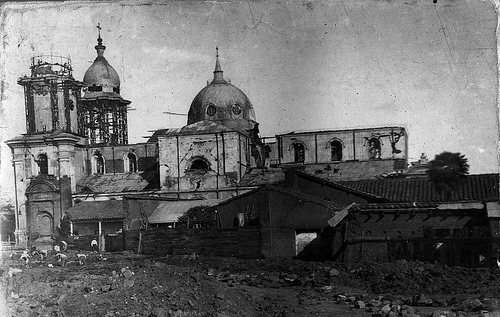
Vista posterior de la antigua catedral luego del terremoto de 1928.

Esta iglesia tuvo un activo funcionamiento desde su fundación, representando los avances de la comuna a nivel general. Era de estilo neoclásico, manteniendo la línea de otras iglesias chilenas de la época como la catedral de Chillán y la de Concepción. Sin embargo, el terremoto de Valparaíso en 1906 tendría fuertes consecuencias en su estructura, sus torres del frontis serían casi completamente destruidas, quedando en pie solo la estructura central hecha en fierro. Los registros muestran que también se vio afectada la nave trasera, la cual vio destruidas parte de sus murallas que daban hacia la calle uno norte. Inesperadamente, y a pesar de dichos daños, la iglesia sería reparada en los años consiguientes para continuar siendo el templo principal de la ciudad.
Sería el terremoto de Talca en 1928 el que terminaría por darle el golpe final al templo, generando graves daños en su estructura los que catapultarían su demolición.

### Construcción
En vista de la necesidad que tenía la ciudad respecto a una catedral en el sector, se le encargó al arquitecto Ramón Venegas con el ingeniero José Mascayano y el decorador Alejandro Rubio, la tarea de diseñar una nueva para la comuna, que cumpliera con los nuevos estándares de construcción antisísmica. El día 29 de octubre de 1939 el nuncio apostólico Aldo Laghi bendijo la primera piedra que dio comienzo a su construcción y el 30 de septiembre de 1954 fue su consagración. El carillón fue levantado al año siguiente gracias a una donación del filántropo Gabriel Pando.

### Reparaciones
El terremoto de 2010 dejó al templo con daños estructurales que incluían sus muros de albañilería y sus arcos de hormigón armado, con riesgo de derrumbe. En mayo del 2012, y con la presencia del nuncio apostólico Ivo Scapolo, se reinauguro el templo luego de los trabajos de restauración, que reforzaron los muros con hormigón armado y reemplazaron la estructura de madera del techo.

## Descripción

### Interior
El interior de la catedral destaca principalmente por su sobriedad basada en la funcionalidad. Su diseño, fuertemente motivado por la arquitectura moderna de gran parte de la ciudad posterior al terremoto de 1928, consta de una construcción simple en términos artísticos.
A lo largo de la nave central, en la zona del cielo es posible observar arcos de medio punto que suben desde las columnas más anchas. La misma forma se encuentra entre las columnas que separan la nave central de las laterales. En la zona del altar, por su parte, cuenta con un ábside decorado con seis ventanas compuestas por vitrales de colores que representan ángeles y ciudades de España.
Además, cuenta con un crucero, sobre la cual se eleva la cúpula del templo que en su zona superior tiene unas pequeñas ventanas que permiten el ingreso de luz solar desde cualquier dirección. En el brazo norte del transepto se encuentra una pequeña zona cerrada con unos antiguos cuadros de Cristo pintados a mano y un altar. Sobre el altar es posible observar la frase veni domine iesv.

### Cripta arzobispal
A través de la sacristía existe un acceso directo a la cripta arzobispal, en la cual se encuentran los restos de algunos obispos que pasaron por la ciudad:
- Monseñor José Ignacio Cienfuegos
- Mons. Carlos Silva Cotapos
- Mons. Manuel Larraín Errazuriz
- Mons. Carlos González Cruchaga

### Exterior
Tal como el interior, el exterior de la catedral destaca por su sencillez. Cuenta con tres puertas de ingreso de igual altura pero de distinta anchura, siendo la central la más importante. Sobre las puertas se erigen arcos de medio punto que en su interior se componen por ventanas de gran altura. Sobre dichas puertas, además, se observan tres figuradas insertadas en la pared: El patrón del templo San Agustín al centro y dos escudos a su lado, el del obispado de Talca y el escudo papal de Pío XII, quien era el romano pontífice mientras se construía la iglesia.
Por los costados, todas las ventanas y puertas constan de arcos de medio punto. En la zona del transepto se observa un gran rosetón, cuya tracería mantiene el hormigón que utiliza el resto de la estructura.
Cuenta con una torre campanario en su esquina nor-oriente, la cual mantiene el estilo del resto de la estructura. Esta fue construida aparte, unos años después de la nave principal.
Su estilo de construcción permite destacar el ladrillo a la vista como el elemento principal, favoreciendo la estética del templo con su color al natural. Contrasta con este elemento el concreto, pintado con colores suaves.

### Conjunto arquitectónico
Además de la catedral como tal, el complejo arquitectónico del lugar incluye la parroquia El Sagrario, la cual es más cercana con la comunidad en términos de actividades y funcionamiento. Esta se encuentra al costado sur de la iglesia.
Además, en los alrededores del templo es posible encontrar jardines embellecidos con árboles y arbustos. 